# Eurytides
Eurytides é um gênero de borboletas.

## Espécies[1]
- Eurytides bellerophon (Dahlman, 1823)
- Eurytides callias (Rothschild & Jordan, 1906)
- Eurytides celadon (Lucas, 1852)
- Eurytides columbus (Kollar, 1850)
- Eurytides dolicaon (Cramer, 1776)
- Eurytides epidaus (Doubleday, 1846)
- Eurytides iphitas (Hübner, 1821)
- Eurytides marcellinus (Doubleday, 1846)
- Eurytides marcellus (Cramer, 1777)
- Eurytides orabilis (Butler, 1872)
- Eurytides philolaus (Boisduval, 1836)
- Eurytides salvini (Bates, 1864)
- Eurytides serville (Godart, 1824)